# Géographie du Niger
La géographique du Niger fait de lui un carrefour d'échanges entre l'Afrique du Nord et l'Afrique au Sud du Sahara.
Situé en Afrique Occidentale entre les parallèles 11°37 et 23°33 de latitude nord d'une part, et les méridiens 16° de longitude est et 0°10 de longitude ouest d'autre part, le Niger s'étend sur 1 267 000 km2. Il est le plus vaste des pays de l'Afrique Occidentale et se classe 6e à l'échelle continentale (après le Soudan, l'Algérie, le Congo, la Libye et le Tchad).
Limité par le Burkina Faso et le Mali à l'ouest, l'Algérie et la Libye au nord, le Tchad à l'est, le Nigeria et le Bénin au sud, le Niger est une vaste pénéplaine, dont le faible relief est interrompu seulement par le massif de l'Aïr (80 000 km2) et les hauts plateaux du Djado au nord-est. Quasi désertique, c'est un pays agricole et rural où les populations se concentrent au sud près des points d'eau.

## Géographie physique

### Topographie
Le Niger se présente comme une très vaste pénéplaine ancienne, dont l'altitude moyenne est de 350 m. Trois grandes zones le partagent.
- le Niger méridional

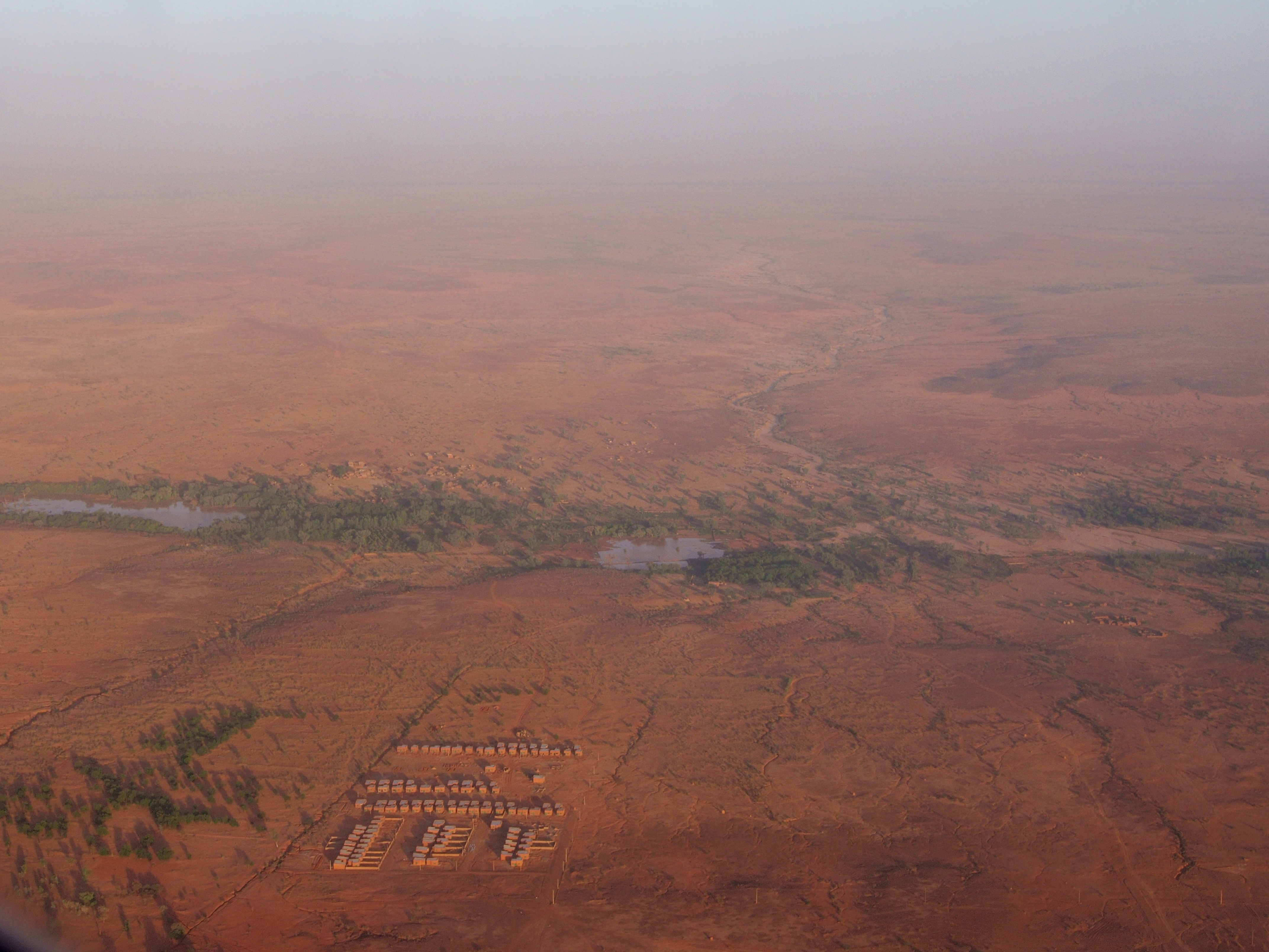
au sud-ouest du Niger

C'est une bande de 1 300 km de long qui suit la frontière du Nigeria jusqu'au Mali. Sa largeur ne dépasse pas 200 km (N'Guigmi, Tanout, Tahoua, Mali). C'est la partie la moins aride du territoire national et elle constitue de ce fait le « Niger utile ». À l'est, les reliefs du Damagaram répartissent les eaux de drainage entre le bassin versant du lac Tchad et celui de l'Atlantique. Les cuvettes argileuses peuvent conserver un caractère lacustre. Cette région comprend principalement des plateaux gréseux avec placages de sable, des dépressions et des vallées fossiles (dallols) réactivées à la saison des pluies. Vers l'ouest, le plateau est coupé par la vallée du fleuve Niger, les vallées anciennes des dallols Bosso et Maouri.
- l'Aïr

C'est un massif montagneux situé au nord-ouest du pays, étendu sur 300 km du nord au sud et 200 km d'est en ouest. Il présente un ensemble de hauts massifs cristallins et volcaniques émergeant d'un socle ancien. Les altitudes dépassent souvent 1 000 m : le point culminant de l'Aïr est le mont Bagzane (2 022 m). Le versant méridional s'enfonce dans une dépression dominée par la falaise de Tiguidit. Le versant oriental est en contact avec la zone sableuse du Ténéré. À l'ouest, la transition se fait rapidement avec la plaine du Talak et les régions de l'Azawak et du Tamesna. L'Aïr présente ainsi un faciès varié au centre d'une zone de plaines monotones hyperarides.
- le Ténéré

Il constitue la plus grande partie du nord-est du pays. C'est une plaine sableuse hyperaride qui se termine à l'est par la falaise du Kaouar et au nord par les plateaux du Djado et du Mangueni. C'est, avec la Majabat al Koubra et le désert libyque, la zone la plus aride du Sahara actuel.

### Hydrologie, hydrographie

#### Réseau hydrographique

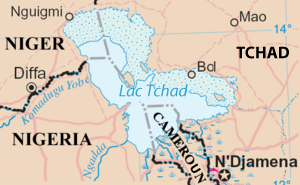
Région du Lac Tchad au sud-est du Niger

Le réseau hydrographique est pauvre du fait de l'aridité qui règne sur la majeure partie du pays. Il comprend :
- le fleuve Niger, troisième grand fleuve d'Afrique, long de 4 200 km dont 500 km au Niger.
- les affluents : Tapoa, Mékrou, Sirba, Dargol, Gorouol, Goroubi, Diamangou, etc.

(Cette région du fleuve Niger est appelé le Niger utile)
- des lacs, cours d'eau et mares : lac Tchad, Komadougou Yobé, mares de Madarounfa, de Tabalak et Guidimouni, etc.
- d'importantes ressources en eau souterraine avec une véritable mais profonde nappe souterraine dans le nord du pays.

#### Bilan hydrique du pays
D'après Aquastat, la hauteur d'eau annuelle moyenne des précipitations est de 151 mm, soit pour une superficie de 1 267 000 km2, un volume de précipitations annuelles de 191,317 km 3 (France métropolitaine 477,99 km3).
De ce volume précipité, l'évapo-transpiration et les infiltrations consomment quelque 190,3 km3. Reste 1 kilomètre cube de ressources d'eau superficielle produites sur le territoire du pays (en interne). De plus une quantité renouvelable de 2,5 kilomètres cubes d'eau souterraine est produite chaque année, en interne également.
À ces ressources de 3,5 km3 produites en interne, il faut ajouter 30,15 kilomètres cubes d'eau produits à l'étranger et qui font partie des ressources utilisables du pays, une fois la frontière franchie. Il s'agit d'une part du débit apporté du Mali par le fleuve Niger, à raison de 28 kilomètres cubes environ et du Burkina Faso (1 km3). D'autre part, quelque 1,15 kilomètre cube dus à des cours d'eau frontière, en provenance du Bénin et du Nigeria et dont 50 % du débit total de 2,3 km3 revient au Niger, constitue un apport supplémentaire (il s'agit notamment d'un affluent du Niger formant frontière entre le Niger et le Bénin). Compte tenu de ces apports, les ressources totales en eau du pays se montent annuellement à quelque 33,65 kilomètres cubes (33 milliards 650 millions de m3), soit pour une population estimée à 14,2 millions d'habitants en 2007, environ 2,360 m3 d'eau par habitant, ce qui — contrairement à bien des idées erronées — est actuellement satisfaisant (à titre de comparaison, l'Allemagne ne dispose que d'un peu plus de 1,850 m3 d'eau par habitant, et la France de plus ou moins 3,300 m3 annuellement). Comme pour d'autres pays du Sahel tels le Mali, le problème est la répartition des ressources en eau, géographiquement très déséquilibrée.
Les lignes ci-dessus montrent clairement que les chiffres bruts ne veulent strictement rien dire, même s'ils sont vérifiés. Ce qu'il faut savoir, c'est qu'au Niger la saison des pluies ne dure que 4 mois : mai, juin, juillet et août. Pendant cette période, les pluies tombent principalement sous forme de très grosses tornades qui ne durent que quelques heures mais pendant lesquelles des trombes d'eau peuvent s'abattre pour disparaître rapidement dans le sol formé essentiellement de sable. Prétendre que ces pluies apportent au Niger plus d'eau qu'à l'Allemagne revient à dire que la ressource en eau du Japon a été améliorée par le tsunami. De plus, la ressource provenant du fleuve Niger est tout aussi aléatoire. En 1985, le Niger, un fleuve plus large que la Seine, s'est totalement arrêté de couler à la suite d'un manque de pluies sur le cours du haut Niger. Et ce n'est que par la mise en œuvre d'un petit barrage construit en urgence que la ville de Niamey a continué à être alimentée en eau.
De plus, il est clair que si l'explosion démographique en cours se prolonge quelques décennies, ce qui est hautement probable, cette quantité d'eau disponible par habitant diminuera drastiquement.
Ajoutons que les sorties d'eau du pays atteignent 32,4 km3, en direction du Nigeria avant tout, et très partiellement du lac Tchad.

### Géologie
Deux bassins sédimentaires d’âge primaire et quaternaire couvrent la majeure partie du Niger, le bassin occidental des Ulimeden et celui du Niger oriental (correspondant au bassin du méga-Tchad). Les formations de socle antécambrien recoupées par des roches éruptives plus récentes n’affleurent que dans le Liptako (Ouest du Fleuve Niger), le massif de l’Aïr, le Damagaram-Mounio (région de Zinder et de Gouré) et le Sud Maradi.
- le bassin des Ullimeden, dont l’histoire géologique est marquée par des périodes de transgression marine et des épisodes continentaux, contient:
  - les formations du primaire dont la sédimentation est essentiellement composée de grès et d’argiles montrant des faciès marins, fluviatiles et deltaïques ;
  - les formations du Continental intercalaire datées des derniers dépôts du primaire à la première transgression marine du Crétacé, constituées de grès et grès argileux fluviatiles et lacustres du Permien, de grès du Trias-Jurassique et d’argiles et grès du Crétacé inférieur ;
  - les formations du Crétacé Supérieur-Éocène dont les sédiments sont les argiles, des marnes et des calcaires argileux fossilifères ;
  - les formations du Continental Terminal datées du Pliocène, formées de grès fins à grossiers argileux et de niveaux oolithiques ferrugineux interstratifiés ;
  - les formations du Quaternaire représentées par des alluvions dans les vallées fossiles.

- le bassin du Niger oriental regroupe plusieurs bassins secondaires (Termit, Tchad, Bilma, Djado-Mangéni) constitués de grès et de sables fins à grossiers datés du Primaire au Quaternaire. Les formations du socle du Liptako sont essentiellement constituées de séries volcano-sédimentaire plissées ; métamorphisées, recoupées par des granites et des dépôts molassiques appartenant au Birrimien. Les formations du socle du massif de l’Aïr, du Damagaram-Mounio, du Sud Maradi, métamorphiques, sont recoupées par des granites attribuées au Suggarien.

### Climat
Situé dans une des régions les plus chaudes et les plus ensoleillées de la Terre, le Niger est doté d'un climat essentiellement très chaud et très sec. 
On y distingue trois grandes zones climatiques qui se répartissent selon les latitudes : le régime saharien dans le grand nord, le régime sahélo-saharien de la région centrale méridionale et le régime sahélien semi-aride dans le petit sud. Dans le régime sahélien, villages, champs et forêts sont engloutis les uns après les autres par le désert. Sur la centaine de mares recensées dans cette région du sud du Niger il y a trente ans, seules dix-sept ont encore de l'eau en permanence. Il existe le climat désertique chaud (Classification de Köppen BWh) ainsi que le climat semi-aride chaud (Classification de Köppen BSh) avec leur variantes de sécheresse « hivernale » (BWhw et BShw).
Pendant la saison chaude, dont la durée s'allonge du sud au nord, les températures moyennes maximales sont extrêmement élevées, tournant entre 40 °C et 46 °C avec des pointes à 50 °C possibles, notamment dans le grand nord absolument désertique (Agadez et Bilma). L'ensemble du pays connaît cependant des chaleurs caniculaires toute l'année avec des maxima moyens quasiment tout le temps supérieurs à 30 °C sauf dans le grand nord où en décembre - janvier, ceux-ci redescendent entre 25 °C et 30 °C, et atteignent leur paroxysme entre mars et juin. Les températures moyennes journalières annuelles sont aussi exceptionnellement élevées, malgré les grandes amplitudes thermiques diurnes, entre 27 °C et 30 °C dans l'ensemble du pays. Plus on monte vers le nord, vers le désert et plus, le climat est sec et ensoleillé.